# ديفيد هنت (قاضي)
ديفيد هنت (بالإنجليزية: David Hunt)‏ هو قاضي أسترالي، ولد في 15 فبراير 1935 وتوفي في 19 يوليو 2019.